# Isla Tol
Tol es la isla más grande y poblada del grupo de las islas Faichuk, en el estado de Chuuk, Estados Federados de Micronesia. Situada en el oeste de la Laguna de Truk, está rodeada de las islas más pequeñas de Paata (Pata), Polle, Wonei (Onei), Beguets Fata, y Ulalu.
El punto más alto en Tol, es el Monte Winipat (439 m), que además es el punto más alto en el estado de Chuuk. El bosque que rodea a este pico es el hábitat de algunas especies endémicas.